# Johanna Runckel-Storch
Johanna Runckel-Storch, geborene Schwarz, (* 21. Februar 1904 in Hoyerswerda; † 29. Oktober 1995 in Goslar) war eine deutsche Juristin und die erste Richterin Marburgs.

## Frühes Leben
Johanna Schwarz wurde als zweitjüngstes Kind eines königlich-preußischen Landrats geboren. Da ihr Vater früh verstarb, zog ihre Familie nach Bad Liebenwerda, wo sie im Umfeld der mütterlichen Familie aufwuchs. In Bad Liebenwerda besuchte sie zunächst die Volksschule und anschließend das Lyzeum. Zwischen 1917 und 1920 setzte sie ihre schulische Laufbahn in einem Internat des Kaiserin-Augusta-Stifts in Potsdam fort.
Inspiriert durch ihren älteren Bruder entwickelte sie eine Gegenstimmung zu den feudalherrschaftlich-patrimonial geprägten Überzeugungen und ein kritisches Bewusstsein für soziale Missstände. Statt der Vorbereitung auf das Abitur entschied sie sich, aufgrund des Verlustes des Familienvermögens durch die Inflation, die Höhere Handelsschule zu absolvieren um Geld zu verdienen. Zunächst arbeitete sie als Hilfskorrespondentin bei der Deutschen Bank. Mit neunzehn Jahren wurde sie Direktionssekretärin in einem Berliner Industriekonzern und holte mit der Unterstützung ihres Arbeitgebers parallel ihr Abitur in Abendkursen nach, das sie 1926 erfolgreich bestand.

## Juristische Ausbildung
Nach dem Abitur studierte Johanna Runckel-Storch als eine von wenigen Frauen an den rechtswissenschaftlichen Fakultäten der Berliner und Göttinger Universität. In Göttingen gab es außer ihr nur zwei weitere Frauen, die das Fach studierten. Auch während des Studiums verfolgte sie ihre sozialen Interessen. In Berlin engagierte sie sich in der Gefangenenfürsorge, in Göttingen belegte sie neben den Pflichtkursen Vorlesungen in Kriminalpsychologie und Sozialpädagogik.
Nach der Machtübernahme der Nationalsozialisten durfte sie das Studium zwar beenden, jedoch nur unter vorheriger ausdrücklicher Zustimmung zum Ausschluss jeder Übernahme in den Staatsdienst. 1931 legte sie das erste juristische Staatsexamen ab und wurde 1933 mit der Höchstnote summa cum laude an der Universität Göttingen mit einer Arbeit zum internationalen Privatrecht promoviert. 1935 bestand sie das Assessorexamen mit der Note „gut“.
Eine ihr fest zugesagte Beschäftigung als Sachbearbeiterin für weibliches Arbeitsrecht im Reichsarbeitsministerium wurde durch ausdrücklichen Einspruch des Reichsinnenministers unterbunden und auch die Zulassung zur Anwaltsassesorin wurde abgelehnt.

## Beruflicher Werdegang
Da Johanna Runckel-Storch ihren zur Wehrmacht einberufenen Ehemann in dessen Kanzlei nicht vertreten durfte, wurde diese kurz nach seiner Einberufung geschlossen. Um die Familie zu versorgen, arbeitete sie zunächst in einem Braunkohlewerk als Sachbearbeiterin für Personalfragen. Weil 1941 im Bezirk alle Rechtsanwälte einbezogen worden waren und dringend welche benötigt wurden, beantragte die Rechtsanwaltskammer, nach dem Tod ihres Ehemannes, im Führerhauptquartier die Zulassung von Johanna Runckel-Storch als Rechtsanwältin. Die Erlaubnis wurde nicht erteilt. Die hingegen erlaubte Richtervertretung übte sie aufgrund möglicher politischer Verstrickungen mit dem nationalsozialistischen Regime nicht aus. Durch Unterstützung im Reichsfinanzministerium erhielt sie die Genehmigung, sich zur Steuerberaterin umschulen zu lassen, und übte diese Tätigkeit bis April 1945 aus.

## Nachkriegszeit und richterliche Tätigkeit
Im April 1945 floh sie mit ihren drei Kindern zu Fuß und kam im Mai 1945 mit einem amerikanischen Lastauto über Treysa nach Marburg. Als politisch unbelastete Volljuristin war sie dort willkommen. Während sie ursprünglich die Zulassung zur Rechtsanwältin wollte, wurde sie vom Marburger Landgerichtspräsidenten, dem US-amerikanischen Kommandanten und Juristen Adolf Arndt dazu gedrängt, sich als Richterin am Wiederaufbau der deutschen Justiz zu beteiligen.
Bei einem Vorgespräch mit dem damaligen Amtsgerichtsdirektor soll dieser ihr gegenüber geäußert haben, man bräuchte sie als Frau in der Justiz nicht, die Einrichtung eines Mittagstisches sei für sie die richtige Aufgabe. Auch während ihrer Arbeit als Richterin war sie Vorurteilen ihrer Kollegen gegenüber Frauen und arbeitenden Müttern ausgesetzt. Den Oberlandesgerichtspräsidenten konnte sie bei einer persönlichen Überprüfung, aufgrund von Beschwerden der Landesgerichtspräsidenten, jedoch von sich und ihrer Arbeit überzeugen.
Neben den Aufgaben am Jugend- und Vormundschaftsgericht war sie auch zeitweise in Zivil-, Grundbuch-, Konkurs-, Ermittlungs- und Privatklagesachen tätig.
Als Unterbringungsrichterin war sie zudem für die Einweisung von psychisch Kranken in geschlossene Abteilungen psychiatrischer Kliniken zuständig. Entgegen der herrschenden Meinung beim Amts- und Landgericht war sie der Ansicht, dass es eines gründlichen richterlichen Entmündigungsverfahren bedürfe, ehe über Freiheitsentzug entschieden werden könne. Zuvor konnten vormundschaftsgerichtlich bestellte Pfleger mit Zustimmung des Vormundschaftsgerichts entscheiden. Nachdem Johanna Runckel-Storch 1951 mehrere Male ihre Zustimmung verweigerte, wurde sie bei der zum Jahreswechsel anstehenden neuen Geschäftsverteilung abgelöst. Der Bundesgerichtshof bestätigte ihre Rechtsansicht kurz darauf und das Vormundschaftsgericht wurde ihr wieder übertragen.

## Soziales Engagement
Nach ihrer Pensionierung 1969 widmete sie sich verstärkt ehrenamtlichen Projekten, insbesondere im Kinderschutz. Sie übernahm den Vorsitz in dem neu gegründeten Ortsverband des Deutschen Kinderschutzbundes. Ebenfalls unterstützte sie vorübergehend die in Marburg tätige Bürgerinitiative für soziale Fragen bei der Kinderbetreuung und gründete 1974 mit Antonia Lorenz die Spiel- und Lernstuben des Kinderschutzbunds für förderungsbedürftige Schulkinder.

## Privates
Im Frühjahr 1936 heiratete sie den Notar und Rechtsanwalt Hans Storch. Das Paar hatte drei Kinder.
Sie gehörte zu den Gründungseltern der Waldorfschule in Marburg, die 1945 als erste Schule in Marburg wiedereröffnet wurde.